# Distrito de San Clemente

Provincia de Pisco (Ica)

El distrito de San Clemente es uno de los ocho distritos de la provincia de Pisco, ubicada en el departamento de Ica, bajo la administración del Gobierno regional de Ica, en el surcentro del Perú. 
Desde el punto de vista jerárquico de la Iglesia católica forma parte de la diócesis de Ica.

## Historia
El pueblo de San Clemente fue creado como distrito mediante decreto ley N.º 24161 un 8 de junio de 1985. Está asentado a la ribera derecha del río Pisco, sobre un terreno de topografía ondulada, de planicies y cerros donde predominan los cascotes de salitre y tiza. Por el costado del pueblo discurre el río Pisco.
El escritor pisqueño Armando Rebatta afirma que hacia 1940, primero a la pequeña aldea le denominaron Puente Huamaní por el nombre de la garita de control Huamani, la cual a su vez llevaba esa denominación que correspondía al cerro blanco de tiza llamado "Palomino", cercano al puente del mismo nombre; pero después las autoridades de Pisco Pueblo le dieron el nombre de caserío San Clemente, denominación que corresponde al santo Papa romano Clemente, quien asumió el papado entre los años 88 y 97 d. C. 
Es probable que San Clemente se haya formado como caserío con unas cuantas casitas de quincha (caña hueca y barro) hacia el año 1940 o un poco antes, cuando los primeros pobladores se ubicaron en quioscos junto a la garita de control "Huamaní". 
San Clemente por estar cercano a las haciendas algodoneras de entonces, tales como Caucato, Monte Blanco, Camacho, Francia, Bandín, Santa Clara, Urrutia, San Jacinto, San Emilio, San José, Palto y otras de Chincha, fue el centro donde los enganchadores en camiones de dichas haciendas buscaban apañadores durante la campaña de recojo o cosecha de algodón. Por eso, rápidamente se pobló con familias provenientes de departamentos de Apurímac, Puno, Huancavelica, Ayacucho y otros.

## Hitos urbanos
San Clemente se encuentra en el km. 228 de la Panamericana Sur, lugar donde se inicia la avenida de los Libertadores.
Desde San Clemente se puede visitar varios atractivos y lugares turísticos:
- Humay lugar religioso donde se celebra la fiesta de La Beatita de Humay (en conmemoración de la beata Luisa La Torre Rojas)
- Tambo Colorado un lugar histórico/arqueológico, que se ubica en el distrito de Humay.
- Otro lugar turístico casi ya perdido es el zanjón del diablo, el cual es una zanja profunda construida con el esfuerzo de los indios esclavos en la época del Virreinato. En el zanjón existe una pizarra debajo del puente de tiza, justo en la pared de la bóveda, que tiene unas inscripciones de la fecha de su construcción y el nombre del personaje que ordenó su construcción. En algunas lomas de tierra casi al final del zanjón existen aún las osamentas de los indios que ejecutaron la obra.

## Carreteras
- Panamericana Sur, también llamada Longitudinal de la Costa Sur clasificada como PE-1S.[3]
- Ruta Libertadores, clasificada como PE-28.[4]
- Carretera a Caucato, que une a San Clemente con Caucato iniciándose en San Clemente Bajo, pasa por la Joya, Caucato y llega hasta la playa. Existe otra carretera a Caucato que se inicia por Sándiga y se une a la carretera anteriormente citada.
- Carretera San Clemente hacia Boca de río. Esta carretera comienza en la toma de agua de la cooperativa en el río Pisco y se dirige por la ribera hasta llegar a la boca del río en el mar.
- Carretera a Dadelsa, que va desde Francia y se dirige en dirección noreste.
- Carretera a Agua Santa que la constituye la pista vieja y que va desde la desmotadora hacia los humedales de Agua Santa donde existen cochas de sal.
- Carretera a Pisco por Huamaní. A 50 metros pasando el puente hay una carretera por la cual se llega a Pisco Pueblo. Esta carretera pasa por el pueblo de Huamaní y los fundos Figueroa y San Martín para finalizar en la ciudad frente al grifo.

## Autoridades

### Municipales
- 2019 - 2022[5]
  - Alcalde: Carlos Alberto Palomino Sotelo, del Movimiento Regional Obras por la Modernidad.
  - Regidores:

  1. Manuel Nicanor Gutiérrez Chipana (Movimiento Regional Obras por la Modernidad)
  2. Miriam Elsa Yauricasa Soldevilla (Movimiento Regional Obras por la Modernidad)
  3. Luis Fernando Acevedo Astorga (Movimiento Regional Obras por la Modernidad)
  4. Sara Maribel Tello Noa (Movimiento Regional Obras por la Modernidad)
  5. Carlos Alberto Sánchez Rodríguez (Avanza País - Partido de Integración Social)

Alcaldes anteriores
- 2015 - 2018: Juan José Quispe Morales, del Movimiento UNIDOS POR LA REGION.
- 2011 - 2014:[6] Carlos Alberto Palomino Sotelo, del Movimiento Pisco No Se Detiene (PNSD).

## Festividades
- San Pedro.
- San Clemente.
- Santa Rosa de Lima